# Sotero di Napoli
Sotero (V secolo – Napoli, dopo il 465) è stato vescovo di Napoli nella seconda metà del V secolo.

## Biografia
Secondo quanto riportano le Gesta episcoporum Neapolitanorum e il Catalogus episcoporum Neapolitanorum il vescovo Sotero (Soter episcopus) è stato il diciottesimo vescovo di Napoli, successore di Felice e predecessore di san Vittore, e governò la sua Chiesa per 21 anni, nella seconda metà del V secolo.
Le Gesta riferiscono che Sotero fece costruire la basilica dei Santi Apostoli, un battistero, e che continuò l'opera del vescovo Severo nella costruzione di San Giovanni in Fonte. Fu sepolto nella basilica dei Santi Apostoli.
Sotero è storicamente documentato per la sua partecipazione al concilio di Roma convocato da papa Ilario e celebratosi nella basilica di Santa Maria Maggiore il 19 novembre 465. Il vescovo napoletano sottoscrisse la lettera sinodale al 10º posto tra i 49 vescovi presenti, tra Gaudenzio di Aveia e Tiburzio di Capua.